# Двійковий код Голея
У математиці й інженерній електроніці двійковий код Голея — це тип лінійної попередньої корекції помилок, який використовується в передаванні даних. Двійковий код Голея, поряд із трійковим кодом Голея, має особливо глибокий і цікавий зв'язок із теорією кінцевої спорадичної групи в математиці. Ці коди названі на честь Марселя Дж. E. Голея. У 1949 році Елвін Берлекемп назвав цю статтю «найкращою опублікованою роботою» в теорії кодування.
Є два тісно пов'язаних двійкових коди Голея
Розширений двійковий код Голея, G24 (іноді просто називають «код Голея» в теорії кінцевих груп) кодує 12 біт даних у 24-розрядному слові таким чином, що будь-які 3-бітові помилки можуть бути виправлені, або будь-які 7-бітові помилки можуть бути виявлені.
Досконалий двійковий код Голея, G23, має кодові слова довжиною 23-біта і виходить з розширеного двійкового коду Голея, якщо видалити одну координатну позицію (і навпаки, розширений двійковий код Голея виходить із досконалого двійкового коду Голея, якщо додати ще біт парності). У стандартному кодовому записі коди мають параметри [24, 12, 8], [23, 12, 7], що відповідає довжині кодових слів, кінцево-вимірного простору коду, і мінімальній відстані Геммінга між двома кодовими словами, відповідно.

## Математичне визначення
У математичних термінах, розширений двійковий код Голея G24 складається з 12-вимірного лінійного підпростору W простору V=F224 24-бітових слів таких, що будь-які два різних елементи W відрізняються щонайменше на 8 координат. W називається лінійним кодом, тому що це векторний простір. Узагалі, W містить 4096 = 212 елементів.
- Елементи W називаються кодовими словами. Вони також можуть бути описані як підмножини набору з 24 елементів, де додавання визначено як прийняття симетричної різниці підмножин.
- У розширеному двійковому коду Голея, все кодові слова мають вагу Геммінга[en] яка складає 0, 8, 12, 16 або 24-біта. Кодові слова ваги 8 називаються октади і кодові слова ваги 12 називаються додекади.
- Октади коду G24 є елементами S(5,8,24) системи Штейнера. Існує 759 = 3 × 11 × 23 октади і їх 759 додатків. Звідси випливає, що є 2576 = 24 × 7 × 23 додекадів.
- Два октади перетинаються (у 1-х загальних) в 0, 2, 4 або в координатах в бінарного вектора (можливі розміри перетинів подані в підмножинах). Октади і додекади перетинаються в 2, 4 або 6 координатах.
- До перепризначення координат, W є унікальним.

Двійковий код Голея, G23 є досконалим кодом. Тобто сфери радіуса навколо трьох кодових слів утворюють розбиття векторного простору. G23 це 12-вимірний лінійний підпростір простору F223.
Група автоморфізмів досконалого двійкового коду Голея, G23, це група Матьє {\displaystyle M_{23}}. Група автоморфізмів з розширеного двійкового коду Голея є група Матьє {\displaystyle M_{24}}, порядку 210 × 33 × 5 × 7 × 11 × 23. {\displaystyle M_{24}} транзитивність на октади і на додекади. Інші групи Матьє відбуваються як дія групи одного або кількох елементів W.

## Конструкції
- Лексикографічний код: Своєю чергою, вектори в  V  просторі задані лексично (тобто можливо інтерпретувати їх як непідписані 24-розрядні двійкові цілі числа і взяти звичайний порядок). Починаючи з w0 = 0, визначимо w1, w2, …, w12 за правилом: wn найменше ціле число, яке відрізняється від усіх лінійних комбінацій попередніх елементів, щонайменше на вісім координат. Звідси W може бути визначена як проміжок w1, …, w12.
- Квадратний код залишку: Розглянемо набір N квадратичних невирахувань (mod 23). Це 11-елементна підмножина з циклічною групою Z/23Z. Розглянемо зрушення t+N цієї підмножини. Доповніть кожен переклад, щоб встановити 12-елементне St шляхом додавання елементу до ∞. Потім позначимо базисні елементи V, як 0, 1, 2, …, 22, ∞, W може бути визначена як проміжок слів St разом зі словом, що складає з усі базисні вектори. (Досконалий код отримується шляхом виходу з ∞.)
- Як Циклічний код: Досконалий G23 код може бути побудований за допомогою факторизации {\displaystyle x^{23}-1} над бінарним полем GF(2):

{\displaystyle x^{23}-1=(x-1)(x^{11}+x^{9}+x^{7}+x^{6}+x^{5}+x+1)(x^{11}+x^{10}+x^{6}+x^{5}+x^{4}+x^{2}+1).}
Це код, згенерований {\displaystyle \left(x^{11}+x^{10}+x^{6}+x^{5}+x^{4}+x^{2}+1\right)}. У будь-якому з 11 ступенів нескоротні множники можуть бути використані для генерації коду.
- Будівництво Тьюріну в 1967 році, «Проста побудова бінарного коду Голея», який починається з коду Геммінга довжини 8 і не використовує квадратичних відрахувань mod 23[6].
- Від Система Штейнера S(5,8,24), що складається з 759 підмножин і 24-наборів. Якщо інтерпретувати підтримку кожної підмножини, як 0-1-кодового слова довжиною 24-біта (код Геммінга вагою 8), вони є «октадами» у двійковому коді Голея. Весь код Голея може бути отриманий шляхом повторного прийняття симетричної різниці множин в підмножинах, тобто двійковим додаванням. Ще простіше записати системи Штейнера відповідно, октади є дивом октадного генератору[en] Р. Т. Куртісу, який використовує конкретну 1:1 відповідність між 35 розділами 8-набору і 35 розділами кінцевого векторного простору{\displaystyle \mathbb {F} _{2}^{4}} в 4-х площинах[7]. На цей момент часто використовується компактний підхід Гексакоду Конвея, який використовує 4×6 масив квадратних осередків.
- Головні позиції в математичній грі[en] Могула: в Могулі розташований ряд з 24 монет. Кожен хід складається з перегортання від одного до семи монет таким чином, що найлівіша з перевернутих монет йде від голови до хвоста. Програють ті гравці, які не мають права законного ходу. Якщо голови інтерпретуються як 1 і хвости як 0, то перехід до кодового слова з розширеним двійковим кодом Голея гарантує, що буде можливо здобути перемогу.
- Генератор матриці[en] для бінарного коду Голея I A, де I це 12 × 12 одинична матриця, і A є доповненням до матриці суміжності ікосаедра.

### Зручне представлення
Зручно використовувати «формат октадного генератору», з координатами в масиві з 4 рядків, 6 стовпців. Додавання приймає симетричну різницю. Усі 6 стовпців мають однакову парність, що дорівнює верхньому рядку.
Перегородка з 6 стовпців в 3-х пар суміжних являє собою тріо. Це розбиття на 3 октадні множини. Підгрупа, проєктивних лінійних груп PSL(2,7) x S3 трьох підгруп з M24 корисна для генерування основи. PSL(2,7) переставляє октади всередині, паралельно. S3 переставляє 3 октади фізично.
Основа починається з октади T:
0 1 1 1 1 1
1 0 0 0 0 0
1 0 0 0 0 0
1 0 0 0 0 0
і 5 подібних октад. Сума N цих 6 кодових слів складається з 1-го. Додавання N в кодове слово виробляє його доповнення.
Грісс (p. 59) використовує позначення:
∞ 0 |∞ 0 |∞ 0
3 2 |3 2 |3 2
5 1 |5 1 |5 1
6 4 |6 4 |6 4
PSL(2,7) природно лінійна дрібна група, породжена (0123456) і (0∞)(16)(23)(45). 7-цикл діє на Т даючи підпростір, включаючи також базисні елементи
0 1 1 0 1 0
0 0 0 0 0 0
0 1 0 1 0 1
1 1 0 0 0 0
і
0 1 1 0 1 0
0 1 0 1 0 1
1 1 0 0 0 0
0 0 0 0 0 0
Отриманий 7-мірний підпростір має 3-мірний фактор-простір при ігноруванні останніх 2 октад.
Є 4 інші кодові слова подібної структури, які завершують основу з 12 кодових слів для W.
Слід зазначити, що W має підпростір розмірності 4, симетричною відносно PSL(2,7) x S3, напнуте шляхом N і 3 додекад, утворених з підмножин {0,3,5,6}, {0,1,4,6}, і {0,1,2,5}.

## Практичне застосування кодів Голея

### Далекі космічні польоти NASA
Програма Вояджер 1-ому і 2-ому космічним апаратам необхідно передавати сотні кольорових фотографій Юпітера і Сатурна в 1979, 1980 і 1981 роках прольоту в межах лінії пропускання з ускладненою системою телекомунікації.
- Для передачі кольорового зображення потрібно в три рази більше даних у вигляді чорно-білих зображень, таким чином код Адамара був використаний для передачі чорно-білих зображень працював за системою (24,12,8) коду Голея[8].
- Цей код Голея має функцію тільки для потрійної корекції помилок, але він може бути переданий на набагато більшій швидкості передачі даних, ніж код Адамара, який використовувався під час місії Мерінер.

### Засоби радіозв'язку
Нові Американські урядові стандарти для автоматичного встановлення каналів зв'язку на високо частотній системі радіозв'язку, визначає використання розширеного (24,12) блок коду Голея для попередньої корекції помилок (FEC).
- Розширений (24,12) код Голея зазначений в (24,12) блок коду.
- Цей код кодує 12 біт даних для отримання 24-бітових кодових слів.
- Крім того, є систематичний код, а це означає, що 12 біт даних, що присутні в незмінному вигляді в кодовому слові.

Мінімальна відстань Геммінга між будь-якими двома кодовими словами (кількість бітів за допомогою яких будь-яка пара кодових слів відрізняється) є вісім.